# 2017 Вессон
2017 Вессон (2017 Wesson) — астероїд головного поясу, відкритий 20 вересня 1903 року.
Тіссеранів параметр щодо Юпітера — 3,598.